# Мантра
Мантра (санскрит: मन्त्र mantra, пали: manta) је звук или комбинација звукова (кратка молитва или бајалица) која се учестало понавља. Мантра је углавном присутна у духовној пракси индијске традиције.
Није сасвим јасно порекло мантри па њихово значење често представља предмет спора различитих школа хинду традиције.

## Мантра у хиндуизму
Мантра је део миленијумски дуге традиције индијског потконтинента. Хиндуизам традиционално научава да се понављањем одређене мантре може стећи духовна моћ и благослов, као и призвати помоћ богова. Неке се мантре састоје од једног слога, док су друге сасвим дуге. Најпознатија је мантра Ом или Аум која је популарна и на западу. 

## Мантра у будизму
Буда је одбацивао ефикасност мантри (и других ритуала) тврдећи да највећа снага и заштита долази од чистог ума. 
Употреба мантре у будизму је специфична за будистичку школу вађрајану, па се ова школа понекад назива и мантрајана.